# توم مولتون
توم مولتون (بالإنجليزية: Tom Moulton)‏ هو ملحن ومنتج أفلام ومهندس الصوت ومنتج أسطوانات أمريكي، ولد في 29 نوفمبر 1940 في سكنيكتادي في الولايات المتحدة.

## وصلات خارجية
- توم مولتون على موقع IMDb (الإنجليزية)
- توم مولتون على موقع ميوزك برينز (الإنجليزية)
- توم مولتون على موقع أول ميوزيك (الإنجليزية)
- توم مولتون على موقع ديسكوغز (الإنجليزية)